# Asuncion (departement)
Asunción is een departement in Paraguay en omvat enkel de gelijknamige hoofdstad (Distrito Capital) Asuncion. 

## Bestuurlijke indeling
Het departement is verdeeld in zes districten en 68 wijken (barrios).
| Nr. | District           | Nr. | Bairro                | Inwoners | Oppervlakte |
| --- | ------------------ | --- | --------------------- | -------- | ----------- |
| 1   | La Catedral        | 8   | La Catedral           | 3.676    | 0,90 km²    |
| 1   | La Catedral        | 13  | General Díaz          | 7.140    | 0,83 km²    |
| 1   | La Catedral        | 32  | Obrero                | 19.823   | 2,40 km²    |
| 1   | La Catedral        | 37  | Roberto Luis Petit    | 25.360   | 2,10 km²    |
| 1   | La Catedral        | 42  | San Cayetano          | -        | - km²       |
| 2   | La Encarnación     | 6   | Carlos A. López       | -        | - km²       |
| 2   | La Encarnación     | 10  | Dr. Francia           | 12.860   | 1,71 km²    |
| 2   | La Encarnación     | 11  | La Encarnación        | 4.928    | - km²       |
| 2   | La Encarnación     | 17  | Itá Pytã Punta        | 4.225    | 0,37 km²    |
| 2   | La Encarnación     | 38  | Sajonia               | 14.873   | - km²       |
| 2   | La Encarnación     | 40  | San Antonio           | 11.460   | 1,48 km²    |
| 2   | La Encarnación     | 57  | Tacumbú               | 13.144   | 2,90 km²    |
| 3   | La Recoleta        | 14  | Herrera               | 5.582    | 1,17 km²    |
| 3   | La Recoleta        | 15  | Hipódromo             | 8.348    | 1.98 km²    |
| 3   | La Recoleta        | 20  | Los Laureles          | 4.010    | 0,90 km²    |
| 3   | La Recoleta        | 24  | Mariscal Estigarribia | 8.540    | 2,30 km²    |
| 3   | La Recoleta        | 30  | Nazareth              | 7.133    | 1,30 km²    |
| 3   | La Recoleta        | 34  | Recoleta              | 11.050   | 2,63 km²    |
| 3   | La Recoleta        | 43  | San Cristóbal         | 7.105    | 1,42 km²    |
| 3   | La Recoleta        | 44  | San Jorge             | 4.620    | 1,58 km²    |
| 3   | La Recoleta        | 46  | San Pablo             | 21.787   | 3,07 km²    |
| 3   | La Recoleta        | 51  | Santa María           | 4.591    | 0,69 km²    |
| 3   | La Recoleta        | 58  | Tembetary             | 3.515    | 0,66 km²    |
| 3   | La Recoleta        | 59  | Terminal              | 4.305    | 0,75 km²    |
| 3   | La Recoleta        | 60  | Villa Aurelia         | 10.120   | 2,16 km²    |
| 3   | La Recoleta        | 61  | Villa Morra           | 4.114    | 1,25 km²    |
| 3   | La Recoleta        | 66  | Ycuá Satí             | 7.072    | 1,46 km²    |
| 3   | La Recoleta        | 67  | Ytay                  | 2,691    | 1,46 km²    |
| 4   | San Roque          | 1   | Banco San Miguel      | 953      | 5,15 km²    |
| 4   | San Roque          | 9   | Ciudad Nueva          | 8.584    | 1,15 km²    |
| 4   | San Roque          | 12  | General Caballero     | 7,350    | 0,90 km²    |
| 4   | San Roque          | 18  | Jara                  | 13.554   | 1,41 km²    |
| 4   | San Roque          | 25  | Mariscal López        | 6,340    | 1,57 km²    |
| 4   | San Roque          | 27  | Mburicaó              | 7,518    | 1,70 km²    |
| 4   | San Roque          | 29  | Las Mercedes          | 4.827    | - km²       |
| 4   | San Roque          | 33  | Pinozá                | 6.621    | 0,87 km²    |
| 4   | San Roque          | 36  | Ricardo Brugada       | 10.455   | 1,50 km²    |
| 4   | San Roque          | 45  | San Juan              | -        | - km²       |
| 4   | San Roque          | 47  | San Roque             | 6.355    | 1,07 km²    |
| 4   | San Roque          | 48  | San Vicente           | -        | - km²       |
| 4   | San Roque          | 55  | Silvio Pettirossi     | 11.380   | 1,53 km²    |
| 4   | San Roque          | 64  | Virgen del Huerto     | 4.809    | 0,78 km²    |
| 4   | San Roque          | 65  | Vista Alegre          | 12.611   | 2,40 km²    |
| 5   | Santísima Trinidad | 2   | Bañado Cará Cará      | -        | 1,06 km²    |
| 5   | Santísima Trinidad | 3   | Bella Vista           | 4.560    | 0,97 km²    |
| 5   | Santísima Trinidad | 4   | Botánico              | 7.590    | 5,32 km²    |
| 5   | Santísima Trinidad | 5   | Cañada del Ybyray     | 3.166    | 0,94 km²    |
| 5   | Santísima Trinidad | 7   | Carmelitas            | 5.604    | 1,44 km²    |
| 5   | Santísima Trinidad | 21  | Loma Pytá             | 4.912    | 3,29 km²    |
| 5   | Santísima Trinidad | 22  | Madame Lynch          | 8.062    | 1,96 km²    |
| 5   | Santísima Trinidad | 23  | Manorá                | -        | - km²       |
| 5   | Santísima Trinidad | 26  | Mbocayaty             | 6.110    | 2,04 km²    |
| 5   | Santísima Trinidad | 28  | Mburucuyá             | 8.377    | 1,18 km²    |
| 5   | Santísima Trinidad | 31  | Ñu Guazú              | 16       | 1,40 km²    |
| 5   | Santísima Trinidad | 39  | Salvador del Mundo    | 3,658    | 0,53 km²    |
| 5   | Santísima Trinidad | 41  | San Blas              | 4.257    | 0,54 km²    |
| 5   | Santísima Trinidad | 52  | Santa Rosa            | 1.950    | 0,43 km²    |
| 5   | Santísima Trinidad | 53  | Santísima Trinidad    | 4.500    | 0,91 km²    |
| 5   | Santísima Trinidad | 54  | Santo Domingo         | -        | - km²       |
| 5   | Santísima Trinidad | 56  | Tablada Nueva         | 4.520    | 1,35 km²    |
| 5   | Santísima Trinidad | 62  | Virgen de Fátima      | 6.064    | 0,67 km²    |
| 5   | Santísima Trinidad | 63  | Virgen de la Asunción | 9.983    | 1,30 km²    |
| 5   | Santísima Trinidad | 68  | Zeballos Cué          | 18.553   | 1,07 km²    |
| 6   | Zona 13            | 16  | Itá Enramada          | 6.010    | - km²       |
| 6   | Zona 13            | 19  | Jukyty                | -        | - km²       |
| 6   | Zona 13            | 35  | Republicano           | 8.429    | 0,97 km²    |
| 6   | Zona 13            | 50  | Santa Librada         | -        | - km²       |

| Detailkaart | Detailkaart |
| ----------- | ----------- |
|             |             |
| Districten  | Bairros     |